# ماكوتو تاناكا
ماكوتو تاناكا (田中 誠) ولد في 8 أغسطس 1975 في شيميزو-كو، شيزوكا ،هو لاعب كرة قدم ياباني، الذي أنهى مسيرته في العب لفريق دوري الدرجة J. 2 افيسبا فوكوكا. [2] وأعلن اعتزاله في نهاية موسم 2011 بعد أن لعب أكثر من 500 مباراة في مسيرته.
وكان ضمن تشكيلة الفريق الياباني في كأس العالم 2006، لكنه اضطر إلى الانسحاب بسبب اصابة في الفخذ في الفترة التي تسبق البطولة. [3]

## مسيرته الكروية
لعب ماكوتو تاناكا خلال مسيرته الاحترافية مع ناديين في ثمانية عشر موسمًا وسجل خلالها 12 هدفًا ضمن 419 مباراة. حيث فاز في موسم واحد بالكأس وفي ثلاثة مواسم بالدوري.
خاض ماكوتو تاناكا مسيرته مع نادي جوبيلو إيواتا في موسم 1994 ليلعب معه خمسة عشر موسمًا، مشاركًا في 353 مباراة سجل خلالها 10 أهداف. ثم انتقل إلى نادي أفيسبا فوكوكا في موسم 2009 واستمر معه طيلة ثلاثة مواسم، حيث شارك في 66 مباراة سجل خلالها هدفين.

## روابط خارجية
1. ↑  "معلومات عن ماكوتو تاناكا على موقع scoresway.com". scoresway.com. مؤرشف من الأصل في 2018-02-26.
2. ↑  "معلومات عن ماكوتو تاناكا على موقع transfermarkt.com". transfermarkt.com. مؤرشف من الأصل في 2020-03-31.
3. ↑  "معلومات عن ماكوتو تاناكا على موقع static.fifa.com". static.fifa.com. مؤرشف من الأصل في 2019-03-24.
4. ↑  "ماكوتو تاناكا". فرق كرة القدم الوطنية. Benjamin Strack-Zimmerman. اطلع عليه بتاريخ 2020-06-26.

- ماكوتو تاناكا على موقع الاتحاد الدولي (مؤرشف)  (الإنجليزية)
- ماكوتو تاناكا على موقع رابطة كرة القدم اليابانية للمحترفين (اليابانية)
- ماكوتو تاناكا على موقع قاعدة بيانات كرة القدم.إي يو (الإنجليزية)
- ماكوتو تاناكا على موقع ناشيونال فوتبول تيمز (الإنجليزية)
- ماكوتو تاناكا على موقع Soccerway.com (الإنجليزية)
- ماكوتو تاناكا على موقع عالم كرة القدم.نت (الإنجليزية)
- ماكوتو تاناكا على موقع أوليمبيديا (الإنجليزية)